# Skinnskatteberg (plaats)
Skinnskatteberg is de hoofdplaats van de gemeente Skinnskatteberg in het landschap Västmanland en de provincie Västmanlands län in Zweden. De plaats heeft 2395 inwoners (2005) en een oppervlakte van 285 hectare.
De plaats is met name bekend van haar grote grenen zagerij Setra en van de SLU Sverige Landsbruk Universitet, welke hier de bosbouwfaculteit gevestigd heeft.

## Verkeer en vervoer
Bij de plaats loopt de Länsväg 233.
De plaats heeft een station aan de spoorlijn via de Bergslagen.